# Nikom Wairatpanij
Nikom Wairatpanij (ur. 4 października 1947) – tajski polityk i urzędnik państwowy, od 2008 członek Senatu Tajlandii, od 2012 przewodniczący Senatu. 

## Życiorys
Uzyskał licencjat z zakresu inżynierii sanitarnej na Mahidol University, a następnie dwa stopnie magisterskie: z informatyki na Chulalongkorn University oraz z administracji publicznej na San José State University w USA. Następnie ukończył studia doktoranckie w zakresie administracji i rozwoju lokalnego na American Coastline University. Karierę zawodową rozpoczął w 1973 w Kancelarii Premiera Tajlandii, gdzie pracował w działach związanych ze statystyką publiczną. W 1978 przeniósł się do administracji lokalnej Bangkoku, gdzie przeszedł przez kilkanaście różnych stanowisk, aż do szczebla zastępcy szefa służby cywilnej w tajskiej stolicy, które objął w 2007. 
W 2008 został wybrany do Senatu, w którym reprezentuje swoją rodzinną prowincję Chachoengsao. W tym samym roku został pierwszym wiceprzewodniczącym Senatu. Od 23 sierpnia 2012 pełni natomiast funkcję przewodniczącego Senatu.